# Straßenrute
Die Straßenrute, gelegentlich auch Bau- und Straßenrute, war ein deutsches Längenmaß und wurde im Königreich Sachsen verwendet. Eine Festlegung für die Straßenrute erfolgte am 23. April 1869. Das Maß war Grundlage des Flächenmaßes Straßenquadratrute.
- 1 Straßenrute = 16 Fuß (Leipziger) = 8 Ellen (Leipziger) = 4,531 Meter

Der Leipziger Fuß wurde 125,537 Pariser Linien gerechnet, was einer Länge von 0,28319 Meter entsprach.
Das Flächenmaß Straßenquadratrute hatte 20,53 Quadratmeter.